# Coupe d'Allemagne de football en salle
Cet article traite uniquement de la compétition masculine. Pour la compétition féminine, voir Coupe d'Allemagne féminine de football en salle.
La Coupe d'Allemagne de football en salle  (en all. DFB-Hallen-Pokal) est un ancien tournoi de football régi par la Fédération allemande de football (DFB) qui a existé entre 1987 et 2001. Cette compétition rassemblait des clubs des deux plus hautes divisions (Bundesliga et 2. Bundesliga) ainsi que des clubs amateurs, voire occasionnellement des clubs étrangers.
La compétition se déroulait en salle durant la trêve hivernale afin de préparer les équipes sans risquer de les blesser. Mais, au fil des années, les spectateurs se firent de moins en moins nombreux. Le rétrécissement de la pause hivernale fut un élément supplémentaire de la suppression de cette coupe.
C’est le seul trophée national manquant au Bayern Munich, et seul le Borussia Dortmund l'a remporté à plusieurs reprises.

## Palmarès
| Date | Vainqueur         | Finaliste                | Score                     |
| 1987 | Hambourg SV       | VfB Stuttgart            | 3 - 1                     |
| 1988 | Bayer Uerdingen   | Eintracht Francfort      | 5 - 3                     |
| 1989 | Werder Brême      | VfB Stuttgart            | 6 - 3                     |
| 1990 | Borussia Dortmund | Bayer Uerdingen          | 5 - 3                     |
| 1991 | Borussia Dortmund | Werder Brême             | 8 - 7 (après tirs au but) |
| 1992 | Borussia Dortmund | VfL Bochum               | 2 - 1                     |
| 1993 | FC Cologne        | VfB Stuttgart            | 2 - 1                     |
| 1994 | Bayer Leverkusen  | FC Cologne               | 5 - 1                     |
| 1995 | Karlsruher SC     | Bayer Leverkusen         | 6 - 3                     |
| 1996 | TSV Munich 1860   | Hambourg SV              | 6 - 3                     |
| 1997 | FC Kaiserslautern | Bayern Munich            | 3 - 1                     |
| 1998 | FC Hansa Rostock  | Schalke 04               | 4 - 3                     |
| 1999 | Borussia Dortmund | VfL Wolfsburg            | 2 - 1                     |
| 2000 | Greuther Fürth    | Borussia Mönchengladbach | 2 - 0                     |
| 2001 | Unterhaching      | Werder Brême             | 6 - 5 (après tirs au but) |

### Clubs les plus souvent victorieux
| Club              | Vainqueur | Finaliste |
| Borussia Dortmund | 4         | 0         |
| Werder Brême      | 1         | 2         |
| Bayer Uerdingen   | 1         | 1         |
| FC Cologne        | 1         | 1         |
| Hambourg SV       | 1         | 1         |
| Bayer Leverkusen  | 1         | 1         |